# Music Ticket
Um music ticket (em portugues: cartão musical) é um formato legal e oficial de venda de música. É um cartão feito de PVC em alta qualidade do tamanho de um cartão de crédito, onde são armazenados dados digitais de músicas, trancados por um código ou senha. A partir daí é vendido pelas gravadoras com aparencia personalizada de cada artista. Após compra-lo, o usuário então deve acessar o website do artista ou da gravadora em questão, digitar o código e baixar as músicas em um formato legal, em MP3 e alta qualidade. O formato é semelhante à um extended play digital, diferenciando-se por ser comprado a partir de um cartão real.
Download digitais são oferecidos com Gerenciamento de Direitos Autorais Digitais, que restringe a cópia das faixas e permite tocar canções compradas apenas em dispositivos de música fabricados pela mesma empresa do store.